# Могиляни (Гродненська область)
Могиляни (біл. Магіляны) — селище в складі Берестовицького району Гродненської області, Білорусь. Село підпорядковане Канюхівській сільській раді. Розташоване у західній частині області.